# Fritz Hagmann

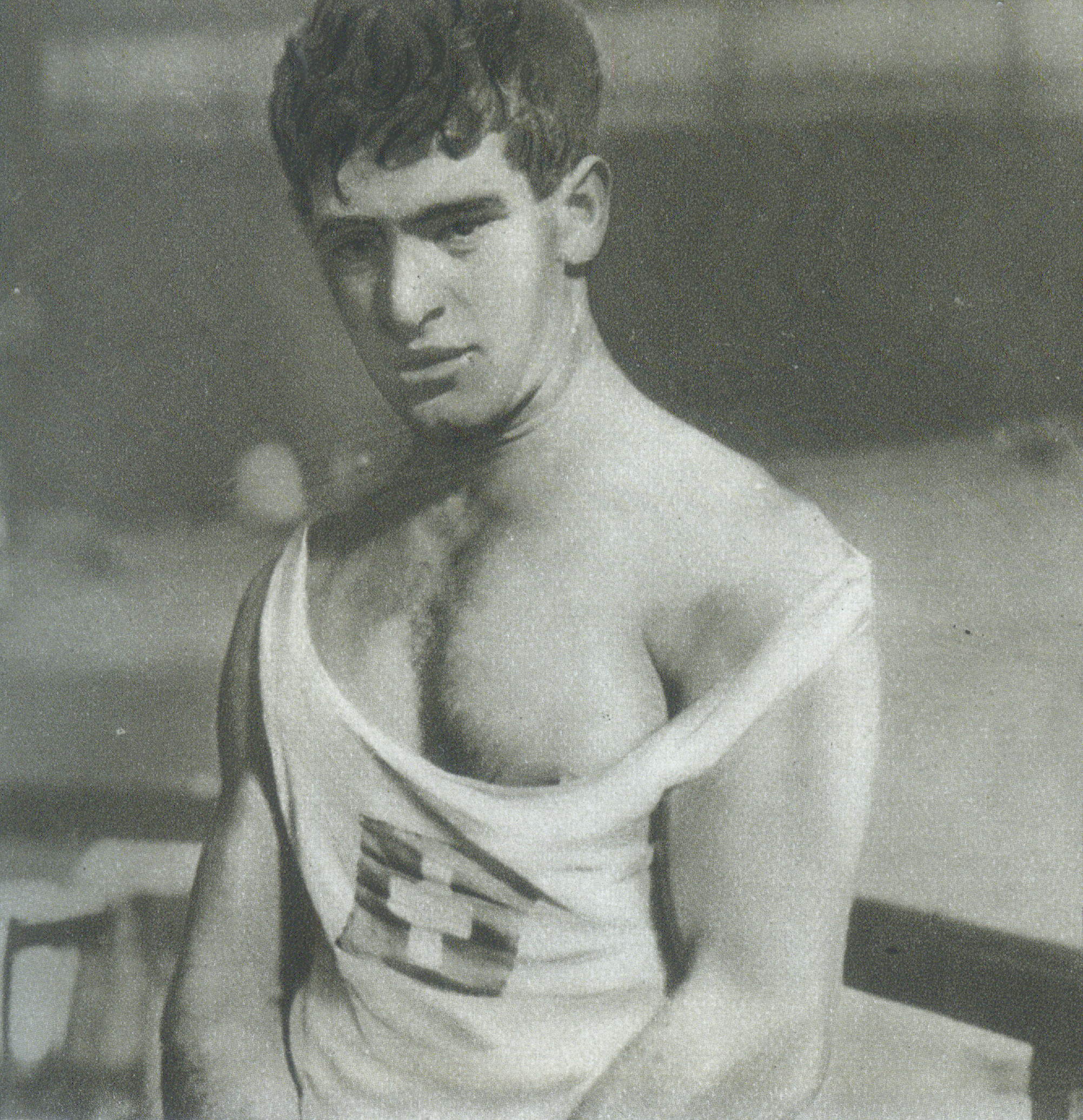
Fritz Hagmann (1924)

Fritz Hagmann (* 28. März 1901; † 14. Dezember 1974 im Kanton Tessin) war ein Schweizer Schwinger und Freistilringer aus Winterthur-Seen. Er wurde 1924 Olympiasieger im Freistilringen im Mittelgewicht und gewann die erste Austragung des Kilchberger Schwingets. Hagmann war Mitglied im Schwingklub Winterthur sowie beim TV Seen und wurde auch «Meister des Hüftschwungs» genannt.

## Karriere
1921 gewann Hagmann erstmals, zusammen mit Severin Bamert und Ernst Nüssli, den Brünigschwinget. 1923 konnte er diesen Erfolg wiederholen, wobei er dieses Mal alleiniger Sieger war. Beim Eidgenössischen Schwing- und Älplerfest in Vevey im selben Jahr wurde er Vierter.
Bei den Olympischen Sommerspielen 1924 trat Hagmann im Freistilringen im Mittelgewicht an. Er kämpfte sich dort in den Final und bezwang auf seinem Weg dabei Robert Christoffersen (Dänemark) in der Qualifikationsrunde, Jussi Pentillä (Finnland) im Viertelfinal und Noel Rhys (Grossbritannien) im Halbfinal. Am 14. Juni 1924 bezwang er im Final schliesslich Pierre Ollivier aus Belgien und wurde Olympiasieger. Später im selben Jahr konnte er auch noch das Bernisch-kantonale Schwingen sowie das Schwingen an der Schweizerischen Landwirtschaftlichen Ausstellung in Bern für sich entscheiden.
1925 gewann er den Nationalturner-Zehnkampf beim Eidgenössischen Turnfest in Genf.
1926 kam er beim Eidgenössischen in Luzern in den Schlussgang, wobei der Kampf gegen den Brienzer Ernst Kyburz unentschieden endete. Hagmann wurde schliesslich Dritter, Festsieger wurde Henri Wernli. Ein Sieg bei einem Eidgenössischen blieb Hagmann bis zuletzt verwehrt, so wurde er 1929 in Basel Sechster, 1931 in Zürich Fünfter und bei seiner letzten Teilnahme 1934 in Bern Siebter.
Am 11. September 1927 konnte er die erste Ausgabe des Kilchberger Schwingets für sich entscheiden. Bei der nächsten Ausgabe 1932 unterlag er im Schlussgang gegen Werner Bürki. In der dritten Ausgabe 1936 wurde er Sechster.
Hagmann wurde im März 1949 vom Eidgenössischen Schwingerverband zum Ehrenmitglied ernannt.
Er verstarb im Alter von 73 Jahren in seinem Tessiner Ferienhaus.